# 더블랙레이블의 음반
이 부분의 문서는 더블랙레이블에서 발매한 음반 목록이다.

## 2010년대
- 2016년 6월 18일 자이언티 - 쇼미더머니5 Episode 1[1]
- 2016년 6월 29일 자이언티, 쿠시 - 쇼미더머니5 Special
- 2016년 7월 2일 자이언티 - 쇼미더머니5 Episode 3[2]
- 2017년 2월 1일 자이언티 - OO
- 2017년 9월 4일 Peejay - WALKIN` Vol.2
- 2017년 12월 4일 자이언티 - [Digital Single] 눈
- 2018년 1월 11일 자이언티 - 슬기로운 감빵생활 OST Part.9[3]
- 2018년 10월 15일 자이언티 - ZZZ
- 2019년 3월 6일 R.Tee - [Digital Single] 뭘 기다리고 있어[4]
- 2019년 6월 13일 전소미 - [Digital Single] BIRTHDAY
- 2019년 8월 16일 Peejay - [Digital Single] 기적을 믿어[5]
- 2019년 10월 2일 VINCE - [Digital Single] 맨날
- 2019년 11월 6일 자이언티 - [DIgital Single] 5월의 밤

## 2020년대
- 2020년 2월 4일 VINCE,자이언티 - [Digital Single] 비상사태
- 2020년 2월 12일 자이언티 - [Digital Single] 더럽게[6]
- 2020년 4월 18일 자이언티 - 더 킹 : 영원의 군주 OST Part.1
- 2020년 7월 7일 자이언티 - [Digital Single] Confirmed[7]
- 2020년 7월 22일 전소미 - [Digital Single] WHAT YOU WAITING FOR
- 2020년 8월 18일 자이언티 - [Digital Single] 질투
- 2020년 11월 13일 LØREN - [Digital Single] EMPTY TRASH
- 2021년 5월 3일 자이언티 - [Digital Single] 크림빵[8]
- 2021년 7월 29일 LØREN - [Digital Single] NEED (ooo-eee)
- 2021년 8월 2일 전소미 - [Digital Single] DUMB DUMB
- 2021년 10월 29일 전소미 - XOXO
- 2021년 11월 25일 LØREN - [Digital Single] ALL MY FRIENDS ARE TURNING BLUE
- 2020년 12월 23일 자이언티 - [Digital Single] 선물을 고르며
- 2022년 10월 29일 R.Tee - 쇼미더머니 11 Episode 0[9]
- 2023년 1월 13일 태양 - [Digital Single] VIBE[10]
- 2023년 3월 24일 LØREN - Put Up a Fight
- 2023년 4월 25일 태양 - Down To Earth
- 2023년 6월 28일 Bryan Chase - 2U
- 2023년 8월 7일 전소미 - GAME PLAN
- 2023년 10월 25일 Brayn Chase - [Digital Single] Restart It (Extended Ver.)[11]
- 2023년 11월 17일 VINCE - The Drive
- 2023년 12월 6일 자이언티 - 집(Zip)
- 2023년 12월 12일 전소미 - [Digital Single] Ex-Mas[12]
- 2024년 8월 2일 전소미 - [Digital Single] Ice Cream
- 2024년 9월 6일 MEOVV - [Digital Single] MEOW
- 2024년 10월 18일 로제 - [Digital Single] APT.[13]
- 2024년 11월 18일 MEOVV - [Digital Single] TOXIC
- 2024년 11월 22일 로제 - [Digital Single] number one girl[14]
- 2024년 12월 6일 로제 - rosie
- 2025년 4월 28일 MEOVV - [Digital Single] HANDS UP[15]
- 2025년 5월 9일 로제 - [Digital Single] Messy (From F1® The Movie)
- 2025년 5월 12일 MEOVV - MY EYES OPEN VVIDE
- 2025년 6월 23일 ALLDAY PROJECT - [Digital Single] Famous
- 2025년 6월 27일 로제 - [Digital Single] On My Mind[16]
- 2025년 7월 7일 전소미 - [Digital Single] EXTRA
- 2025년 7월 13일 박보검 - 굿보이 OST Part.7
- 2025년 7월 24일 박보검 - [Digital Single] On My Way
- 2025년 8월 1일 박보검 - [Digital Single] 오르막길 [THE 시즌즈: 박보검의 칸타빌레]
- 2025년 8월 11일 전소미 - Chaotic & Confused
- 2025년 8월 18일 VINCE - [Digital Single] 차차차
- 2025년 ?월 ?일 태양 - Quintessence